# 司法院 (汪精卫国民政府)
司法院是汪精卫国民政府的最高司法机关，1940年3月30日设立。

## 概况
设立时温宗尧出任司法院长，朱履龢任副院长。司法院是国民政府的最高司法机关，下辖最高法院、行政法院以及公务员惩戒委员会。

## 主要官员
主要官员包括：
- 院长：温宗尧（1940年3月31日任）
- 副院长：朱履龢（1940年3月31日任）、张国元（1945年5月30日任）
- 秘书长：姚顺伯（1944年5月在职）
- 简任秘书（1944年5月在职）：黄福明、温永长、江浩然、温庆球

### 最高法院
- 院长：张韬（1940年3月31日任）
- 推事兼庭长（1944年5月在职）：赵钲镗、林大文、钱声教、黎冕
- 推事（1944年5月在职）：柴宗𤪤、王凤球、沈必达、朱宗周、陈瑞臻、蒋廷华、孔昭垚、边毓芬
- 检察长：陈恩普（1944年5月在职）
- 检察官（1944年5月在职）：刘哲、林廷琛、朱隽、高维浚

### 行政法院
- 院长：林彪（1940年3月31日任）
- 评事兼庭长：胡善偁（1944年5月在职）
- 评事（1944年5月在职）：张？征[谁？]、张清樾、甄绍钧、吴席珍

### 公务员惩戒委员会
- 委员长：朱履龢（1940年4月6日任）、张国元（1945年5月30日任）
- 委员（1944年5月在职）：董治平、董光瓒、张书绅、刘郁文、徐木谦、任家驹、萧敷祥、潘灏芬、梅鹤章、华振